# Мустафа Акинджи
Мустафа Акинджи (тур. Mustafa Akıncı; нар. 28 грудня 1947) — президент державного утворення під турецькою окупацією Турецька Республіка Північного Кіпру (30 квітня 2015 — 23 жовтня 2020). У віці 28 років обрано мером турецького муніципалітету Нікосії, також був депутатом Асамблея Турецької Республіки Північного Кіпру, заступник прем'єр-міністра і міністром туризму
У 1975 році був обраний до Установчих зборів турків-кіпріотів Після цих виборів, обраний першим мером турецького муніципалітету Нікосії, на цій посаді перебував безперервно 14 років з 1976 по 1990 рік, у 1993—2009 рр. був депутатом парламенту Північного Кіпру.
У першому турі президентських виборів що відбулися 19 квітня 2015, Мустафа Акинджи здобув 26,9 % голосів, і зайняв другу позицію після Дервіш Ероглу, який здобув 28,2 % голосів. Згідно з результатами другого туру виборів, що відбулися на 26 квітня 2015., він здобув 60,50 % голосів.
У 1973 р закінчив факультет архітектури в Технічному університеті Близького Сходу в Анкарі.
Виступає за об'єднання Кіпру та прикладає дуже багато зусиль для цього.
Розмовляє турецькою й англійською мовами, одружений, має трьох дітей та двох онуків.
У 2010 випустив книгу Belediye Başkanlığı'nda 14 yıl — 14 років на посаді мера